# Музей цивилизаций Азии
Музе́й цивилиза́ций А́зии (англ. Asian Civilisations Museum) — музей в Сингапуре, представляющий его культурные корни и ценности.
Музей рассказывает о культурах азиатских народов последних пяти тысяч лет. Общая площадь экспозиций составляет 14 тыс. м², включает 11 тематических галерей, 1500 исторических артефактов, а также переменные экспозиции на протяжении всего года.
Располагается на берегу реки Сингапур по адресу 1 Empress Place, Singapore 179555.

## Инфраструктура
В музее имеется азиатский ресторан, предлагающий кулинарные деликатесы различных региональных стилей. Также в здании музея располагаются различные залы для проведения торжеств. В музее находится сувенирный магазин.